# 上举镇
上举镇，是中华人民共和国广东省梅州市平远县下辖的一个乡镇级行政单位。

## 行政区划
上举镇下辖以下地区：
上举村、畲脑村、八社村、龙文村、符坑村和文裕村。

## 中国传统村落
2013年8月，畲脑村被评为第二批中国传统村落。